# Ngaran (Polanharjo)
Ngaran is een bestuurslaag in het regentschap Klaten van de provincie Midden-Java, Indonesië. Ngaran telt 1585 inwoners (volkstelling 2010).